# Nikolái Komlichenko
Nikolái Nikoláyevich Komlichenko (Plastunóvskaya, 9 de febrero de 1995) es un futbolista ruso. Juega de delantero y su equipo es el F. C. Lokomotiv Moscú de la Liga Premier de Rusia.

## Selección nacional
Debutó con la selección absoluta de Rusia el 10 de octubre de 2019 en el partido de clasificación para la Eurocopa 2020 contra Escocia que ganaron los rusos por 4 a 0.

## Clubes
| Club                                       | País            | Año       |
| ------------------------------------------ | --------------- | --------- |
| F. C. Krasnodar-2                          | Rusia           | 2013-2016 |
| F. C. Chernomorets Novorossiysk (préstamo) | Rusia           | 2015      |
| F. C. Slovan Liberec (préstamo)            | República Checa | 2016      |
| F. C. Krasnodar                            | Rusia           | 2017-2019 |
| F. K. Mladá Boleslav (préstamo)            | República Checa | 2017-2019 |
| F. K. Mladá Boleslav                       | República Checa | 2019-2020 |
| F. C. Dinamo Moscú                         | Rusia           | 2020-2022 |
| F. C. Rostov (préstamo)                    | Rusia           | 2021-2022 |
| F. C. Rostov                               | Rusia           | 2022-2025 |
| F. C. Lokomotiv Moscú                      | Rusia           | 2025-     |

## Palmarés

### Distinciones individuales
| Distinción                                            | Año  |
| ----------------------------------------------------- | ---- |
| Máximo goleador de la Liga Checa de Fútbol (29 goles) | 2019 |